# Майбутнє досліджень космосу
Майбутнє дослідження космосу передбачає як телескопічне дослідження, так і фізичне дослідження космосу роботами-космічними кораблями та польоти людини в космос.
Короткострокові дослідницькі місії, спрямовані на отримання нової інформації про Сонячну систему, плануються та оголошуються як національними, так і приватними організаціями. Існують попередні плани орбітальних і посадкових місій з екіпажем на Місяць і Марс для створення наукових форпостів, які згодом дозволять створювати постійні та самодостатні поселення. Подальші дослідження потенційно включатимуть експедиції та інші планети та поселення на Місяці, а також створення аванпостів для видобутку корисних копалин і палива, зокрема в поясі астероїдів. Фізичні дослідження за межами Сонячної системи в осяжному майбутньому будуть роботизованими.

## Переваги дослідження космосу
Основна стаття: Переваги дослідження космосу
Інвестиції в дослідження космосу різко змінилися після космічної гонки 20-го століття. Освоєння космосу наприкінці 20-го століття було зумовлене змаганням між Радянським Союзом і Сполученими Штатами за здійснення першого космічного польоту. Тепер приватний сектор і національні уряди знову інвестують у дослідження космосу. Однак цього разу вони мотивовані захистом людського життя від катастрофічних подій і використанням ресурсів космосу.

## Колонізація космосу
Стверджується, що колонізація космосу є засобом забезпечення виживання людської цивілізації в умовах планетарної катастрофи. Колонізація інших планет дозволяє розсіяти людей і таким чином підвищує ймовірність виживання в разі планетарної катастрофи. Наявність додаткових ресурсів, які можна видобувати з космосу, потенційно може розширити можливості людей і значною мірою принести користь суспільству. Використання цих ресурсів і переміщення промислових підприємств, що забруднюють довкілля, у космос може зменшити викиди на Землі та, зрештою, призвести до пошуку чистіших джерел енергії. Основними перешкодами для колонізації космосу є технологічні та економічні проблеми.
Багато приватних компаній працюють над тим, щоб зробити космічні подорожі більш ефективними, сподіваючись зменшити загальну вартість подорожей у космос і, таким чином, колонізацію космосу. SpaceX стала домінуючим лідером у цьому поштовху до ефективних досліджень, випустивши багаторазову ракету Falcon 9.

## Компанії, які у ХХІ ст. працюють в напрямку колонізації космосу
AstroForge,  Planetary Resources, Deep Space Industries